# Breithorn – Lyskamm
Breithorn – Lyskamm – masyw górski w Alpach Pennińskich. Leży na granicy między Włochami (region Dolina Aosty), a Szwajcarią (kanton Valais). Na północ od masywu znajduje się dolina Mattertal, a na południe doliny Valtournenche, Val d'Ayas i Val di Gressoney (Valle del Lys).

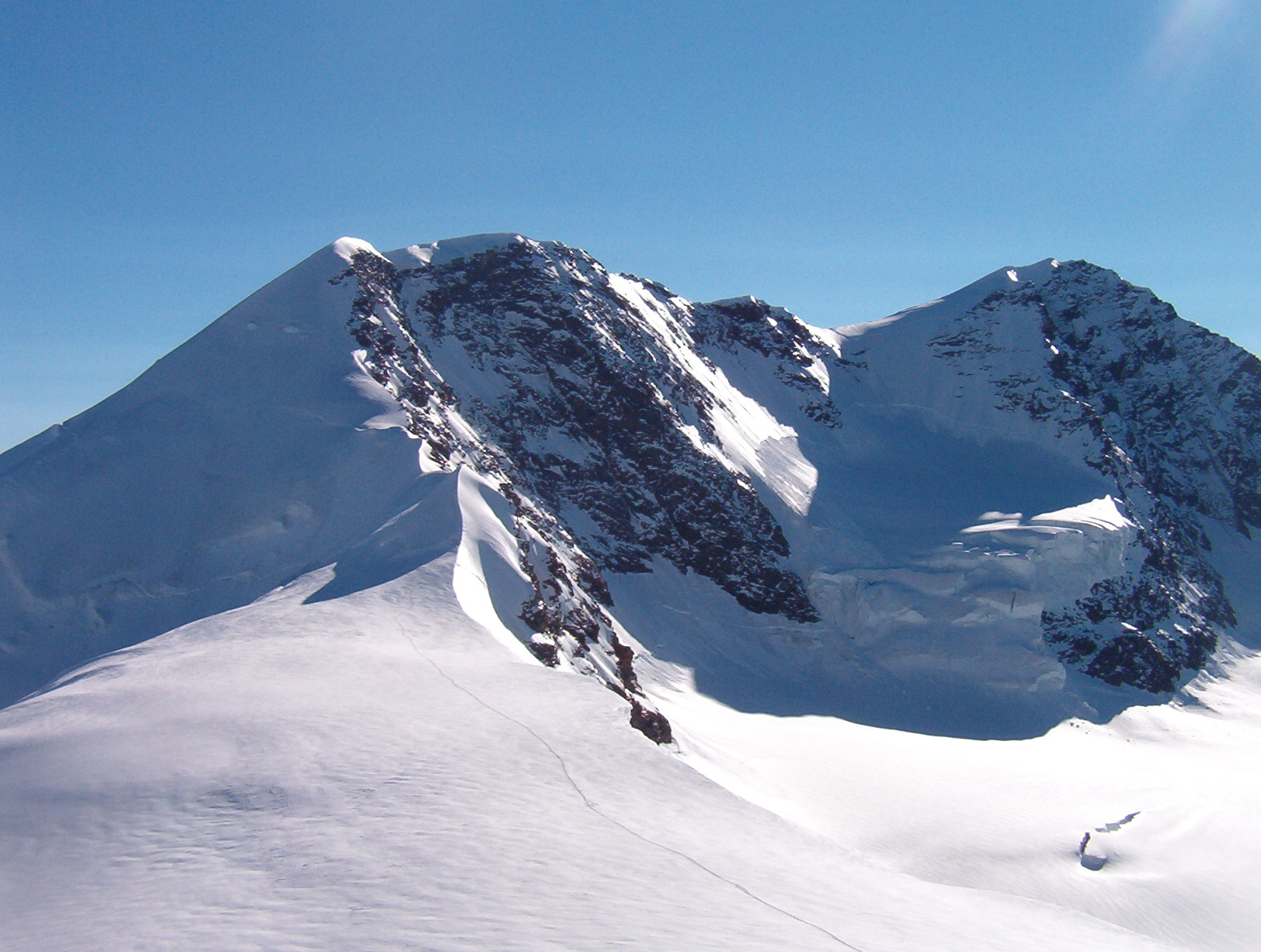
Szczyty Lyskamm (od lewej Lyskamm Westgipfel). Widok z przełęczy Colle del Felik

W grzbiecie głównym Alp Pennińskich masyw ciągnie się od przełęczy Theodulpass (3295 m), za którą znajduje się masyw Matterhorn, do szerokiej przełęczy Colle del Lys (4246 m), gdzie graniczy z masywem Monte Rosa. Od zachodu wznoszą się tu szczyty: Testa Grigia (3479 m), Gobba di Rollin (3899 m), Breithorn z pięcioma szczytami (Breithorn Occidentale – 4164 m, Breithorn Centrale – 4159 m, Breithorn Orientale – 4139 m, Gemello del Breihorn – 4106 m, Roccia Nera – 4075 m), Pollux (4092 m), Castor (4228 m), Felikhorn (4093 m), dwa szczyty Lyskamm (Lyskamm Westgipfel – 4479 m i Lyskamm Ostgipfel – 4527 m), Cima di Scoperta (4335 m) i Entdeckungsfels (4178 m).
Od szczytu Gobba di Rollin odchodzi na południe boczny grzbiet oddzielający dolinę Valtournenche od doliny Val d'Ayas. Znajdują się tu m.in. szczyty Rocca di Verra (3321 m), Punta di Rollin (3296 m), Grand Tournalin (3379 m), Petit Tournalin (3207 m) i Roisetta (3312 m).
Z Breithorn Occidentale odchodzi na północny zachód boczna grań ze szczytem Klein Matterhorn (3883 m), natomiast z  Lyskamm Ostgipfel idzie długa, boczna grań na południe oddzielająca dolinę Val d'Ayas od doliny Val di Gressoney. Są tu m.in. szczyty Naso del Lyskamm (4272 m), Perazzispetz (3906 m), Testa Grigia (3314 m) i Rothorn (3157 m).
Na północ od grzbietu głównego masyw otaczają m.in. lodowce: Triftjigletscher, Breithongletscher, Schwarzegletscher, Zwillingsgletscher, Grenzgletscher, a od południa Ghiacciaio d'Aventina o di Ventina i Ghiacciaio del Lys.